# Muro de Via Anelli
El muro de Via Anelli fue un muro de seguridad de acero de tres metros de altura y una longitud de 84 metros que rodeaba el barrio de la Via Anelli de Padua, en el norte de Italia. Fue construido en 2006 y demolido en 2007. La zona contiene seis bloques de apartamentos que albergan aproximadamente a 1.500 personas. La zona solía ser popular entre los estudiantes, pero ahora está poblada principalmente por personas africanas que buscan asilo en Italia.
La construcción del muro fue motivada por la altísima tasa de criminalidad en este barrio.  En particular, la zona fue escenario de disturbios masivos entre bandas formadas por inmigrantes de Nigeria y Marruecos, y era muy conocida por el tráfico de drogas. La construcción del muro, que contaba con un puesto de control, se completó en dos días; algunos opositores lo llamaron el Muro de Berlín de Padua.
El muro fue demolido entre septiembre y octubre de 2007, aunque en la actualidad quedan restos del muro en la zona.